# Lista de finais femininas juvenis em duplas do Torneio de Wimbledon
Esta é a lista de finais femininas juvenis em duplas do Torneio de Wimbledon.

## Por ano
| Ano                                                         | Campeãs                                    | Vice-campeãs                            | Resultado        |
| ----------------------------------------------------------- | ------------------------------------------ | --------------------------------------- | ---------------- |
| 2024                                                        | Tyra Caterina Grant Iva Jovic              | Mika Stojsavljevic Mingge Xu            | 7–5, 4–6, [10–8] |
| 2023                                                        | Alena Kovačková Laura Samsonová            | Hannah Klugman Isabelle Lacy            | 6–4, 7–5         |
| 2022                                                        | Rose Marie Nijkamp Angella Okutoyi         | Kayla Cross Victoria Mboko              | 3–6, 6–4, [11–9] |
| 2021                                                        | Kristina Dmitruk Diana Shnaider            | Sofia Costoulas Laura Hietaranta        | 6–1, 6–2         |
| Torneio não realizado em 2020 devido à pandemia de COVID-19 |                                            |                                         |                  |
| 2019                                                        | Savannah Broadus Abigail Forbes            | Kamilla Bartone Oksana Selekhmeteva     | 7–5, 5–7, 6–2    |
| 2018                                                        | Wang Xinyu Wang Xiyu                       | Caty McNally Whitney Osuigwe            | 6–2, 6–1         |
| 2017                                                        | Olga Danilović Kaja Juvan                  | Caty McNally Whitney Osuigwe            | 6–4, 6–3         |
| 2016                                                        | Usue Maitane Arconada Claire Liu           | Mariam Bolkvadze Caty McNally           | 6–2, 6–3         |
| 2015                                                        | Dalma Gálfi Fanny Stollár                  | Vera Lapko Tereza Mihalíková            | 6–3, 6–2         |
| 2014                                                        | Tami Grende Ye Qiuyu                       | Marie Bouzková Dalma Gálfi              | 6–2, 7–65        |
| 2013                                                        | Barbora Krejčíková Kateřina Siniaková      | Anhelina Kalinina Iryna Shymanovich     | 6–3, 6–1         |
| 2012                                                        | Eugenie Bouchard Taylor Townsend           | Belinda Bencic Ana Konjuh               | 6–4, 6–3         |
| 2011                                                        | Eugenie Bouchard Grace Min                 | Tang Haochen Demi Schuurs               | 5–7, 6–2, 7–5    |
| 2010                                                        | Tímea Babos Sloane Stephens                | Irina Khromacheva Elina Svitolina       | 76–7, 6–2, 6–2   |
| 2009                                                        | Noppawan Lertcheewakarn Sally Peers        | Kristina Mladenovic Silvia Njirić       | 6–1, 6–1         |
| 2008                                                        | Polona Hercog Jessica Moore                | Isabella Holland Sally Peers            | 6–3, 1–6, 6–2    |
| 2007                                                        | Anastasia Pavlyuchenkova Urszula Radwańska | Misaki Doi Kurumi Nara                  | 6–4, 2–6, [10–7] |
| 2006                                                        | Alisa Kleybanova Anastasia Pavlyuchenkova  | Kristina Antoniychuk Alexandra Dulgheru | 6–1, 6–2         |
| 2005                                                        | Victoria Azarenka Ágnes Szávay             | Marina Erakovic Monica Niculescu        | 56–7, 6–2, 6–0   |
| 2004                                                        | Victoria Azarenka Olga Govortsova          | Marina Erakovic Monica Niculescu        | 6–4, 3–6, 6–4    |
| 2003                                                        | Alisa Kleybanova Sania Mirza               | Kateřina Böhmová Michaëlla Krajicek     | 2–6, 6–3, 6–2    |
| 2002                                                        | Elke Clijsters Barbora Strýcová            | Ally Baker Anna-Lena Grönefeld          | 6–4, 5–7, 8–6    |
| 2001                                                        | Gisela Dulko Ashley Harkleroad             | Christina Horiatopoulos Bethanie Mattek | 6–3, 6–1         |
| 2000                                                        | Ioana Gaspar Tatiana Perebiynis            | Dája Bedáňová María Emilia Salerni      | 7–62, 6–3        |
| 1999                                                        | Dája Bedáňová María Emilia Salerni         | Tatiana Perebiynis Iroda Tulyaganova    | 6–1, 2–6, 6–2    |
| 1998                                                        | Eva Dyrberg Jelena Kostanić                | Petra Rampre Iroda Tulyaganova          | 6–2, 7–65        |
| 1997                                                        | Cara Black Irina Selyutina                 | Maja Matevžič Katarina Srebotnik        | 3–6, 7–5, 6–3    |
| 1996                                                        | Olga Barabanschikova Amélie Mauresmo       | Lilia Osterloh Samantha Reeves          | 5–7, 6–3, 6–1    |
| 1995                                                        | Cara Black Aleksandra Olsza                | Trudi Musgrave Jodi Richardson          | 6–0, 7–65        |
| 1994                                                        | Esme De Villiers Elizabeth Jelfs           | Corina Morariu Ludmila Varmužová        | 6–3, 6–4         |
| 1993                                                        | Laurence Courtois Nancy Feber              | Joroko Mochizuki Yuka Yoshida           | 6–3, 6–4         |
| 1992                                                        | Maija Avotins Lisa McShea                  | Pam Nelson Julie Steven                 | 2–6, 6–4, 6–3    |
| 1991                                                        | Catherine Barclay Limor Zaltz              | Joanne Limmer Angie Woolcock            | 6–4, 6–4         |
| 1990                                                        | Karina Habšudová Andrea Strnadová          | Nicole Pratt Kirrily Sharpe             | 6–3, 6–2         |
| 1989                                                        | Jennifer Capriati Meredith McGrath         | Andrea Strnadová Eva Sviglerova         | 6–4, 6–2         |
| 1988                                                        | Jo-Anne Faull Rachel McQuillan             | Alexia Dechaume Emmanuelle Derly        | 4–6, 6–2, 6–3    |
| 1987                                                        | Natalia Medvedeva Natasha Zvereva          | Il-Soon Kim Paulette Moreno             | 6–2, 5–7, 6–0    |
| 1986                                                        | Michelle Jaggard Lisa O'Neill              | Leila Meskhi Natasha Zvereva            | 7–63, 46–7, 6–4  |
| 1985                                                        | Louise Field Janine Thompson               | Elna Reinach Julie Richardson           | 6–1, 6–2         |
| 1984                                                        | Caroline Kuhlman Stephanie Rehe            | Viktoria Milvidskaya Larisa Savchenko   | 6–3, 5–7, 6–4    |
| 1983                                                        | Patty Fendick Patricia Hy                  | Carin Anderholm Helena Olsson           | 6–1, 7–5         |
| 1982                                                        | Penny Barg Beth Herr                       | Barbara Gerken Gretchen Rush            | 6–1, 6–4         |